# Villaflores, Sabanilla
Villaflores är en ort i Mexiko.   Den ligger i kommunen Sabanilla och delstaten Chiapas, i den sydöstra delen av landet, 700 km öster om huvudstaden Mexico City. Villaflores ligger 421 meter över havet och antalet invånare är 270.
Terrängen runt Villaflores är bergig åt nordväst, men åt sydost är den kuperad. Villaflores ligger nere i en dal. Runt Villaflores är det ganska tätbefolkat, med 96 invånare per kvadratkilometer. Närmaste större samhälle är Simojovel de Allende, 12,0 km söder om Villaflores. Trakten runt Villaflores består till största delen av jordbruksmark.